# Bitva o Strečenský průsmyk
Bitva o Strečenský průsmyk (31. srpen – 3. září 1944) byla bitvou Slovenského národního povstání mezi německými bojovými skupinami plukovníků von Ohlena a Juncka, tvořenými z více druhů pozemního vojska a 1. československu armádou spolu s partyzány v Strečenském průsmyku, který Němcům zajišťoval silniční i železniční spojení a přísun posil a zásob na východ.

## Přípravy a předehra
Strečno a zejména jeho bezprostřední okolí má kvůli své geografické poloze velký vojenský význam. Od středověku oblast hlídaly dva hrady (Strečno a Starhrad). Řeka Váh (Domašínský meandr) zde v průlomu rozděluje masiv Malé Fatry na dvě části, jižněji Lúčanskou a severní Kriváňskou Fatru. Úzkou soutěskou zde paralelně s řekou vede silnice. Železniční tunely však procházejí napříč horskými masivy, při čemž na druhé straně trať křižuje řeku dvěma mosty. Během války byla tato trať důležitou zásobovací tepnou německých vojsk bojujících na východě. Proto už 24. srpna 1944 partyzáni zatarasili jeden z tunelů. O několik dní později partyzánská aktivita vyvolala německou reakci a nacistická vojska vstoupila na území Slovenska. Tomu se postavila na odpor část slovenské armády, zejména jednotky na středním Slovensku. Ve 20 hodin 29. srpna 1944 oficiálně začalo Slovenské národní povstání.
Velitelem žilinské posádky byl plukovník dělostřelectva Ján Kallo, který nespolupracoval s povstalci a byl známý svou orientací na slovenskou vládu v čele s Dr. Tisem. Organizací povstaleckých jednotek byl generálem Golianem pověřen major Jozef Dobrovodský, který se spoléhal zejména na prapory kapitána Teodora Šlajcharta a kapitána Karola Repašského. Po tom, co ráno 29. srpna byly Dobrovodskému doručeny informace o postupu německých jednotek v oblasti Púchova, ten urychleně převzal velení, když odzbrojil Kallův štáb a následně vyhlásil mobilizaci a začal organizovat obranu.

## Boje u Žiliny

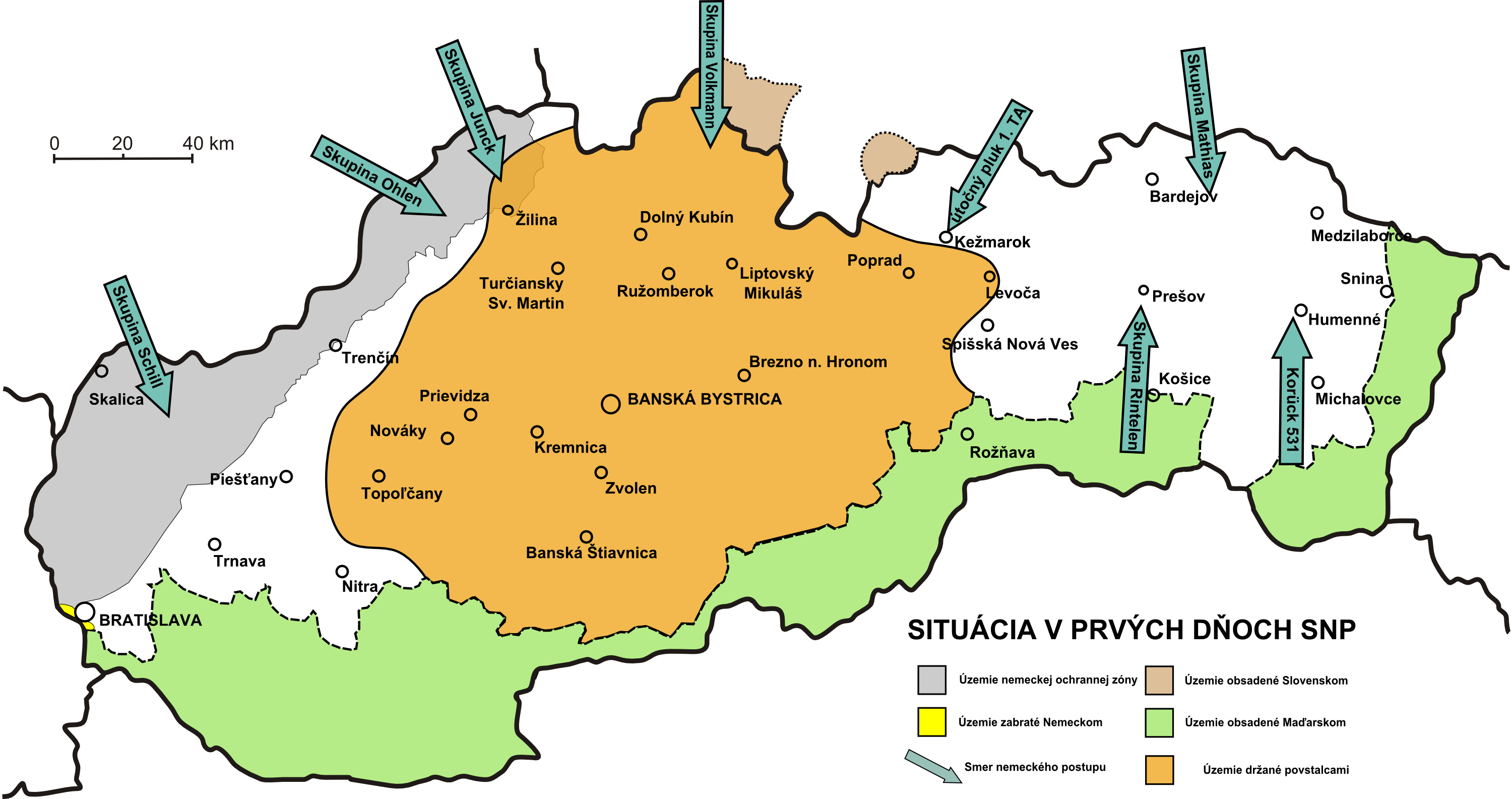
Situace na frontě v prvních dnech SNP

Už před polednem 29. srpna povstalecký průzkum zjistil příchozí německé transporty bojových skupin von Ohlena a Juncka u Horného Hričova. Ve stejné době se ve městě rozhořel boj s německou spojovací jednotkou o síle 400 mužů, která se zabarikádovala v budovách dívčího gymnázia, synagogy, finančního paláce a hlavní pošty. Později povstalci narazili ještě na menší skupinu asi čtyřiceti německých vojáků severně od obce Stráňavy. Likvidace tohoto německého uskupení se podařila až po příchodu francouzského partyzánského oddílu pod vedením Georgese de Lannuriena.
Postup německých bojových skupin 29. srpna, které večer začaly ohrožovat týl povstaleckých jednotek u Horného Hričova a Brodne, přinutil povstalce nejprve ustoupit do města. Slabá posádka však neměla možnosti bránit Žilinu na širokém frontě, proto se začala stahovat do Strečenské soutěsky. Zde povstalci ze žilinské posádky majora Dobrovodského zaujali obranné pozice na levém břehu Váhu společně s částí martinské posádky podplukovníka Emila Perka. Přidali se k nim francouzský partyzánský oddíl kapitána de Lannuriena (později známý jako Prapor maršála Focha) a minometný oddíl 1. československé partyzánské brigády M. R. Štefánika. V komunikací mezi armádou a partyzány však opakovaně docházelo k nedorozuměním a svévolným akcím partyzánů, kteří měli obsadit pozice na pravém břehu Váhu na linii Starhrad – Jedľovina, ale do těchto míst nikdy nedorazili.

## Bitva v soutěsce

### 31. srpna
Bitva začala 31. srpna 1944 v osm hodin ráno útokem německého dělostřelectva na postavení Šlajchartova a Repašského praporu. Němci následně zaútočili pěchotou na oblast hradu Strečno, ale byli odraženi. Při druhém útoku, který následoval odpoledne, postupovala pěchota s podporou obrněné techniky a pronikla až téměř ke vstupu do tunelů. V tunelu však čekal stíhač tanků Marder III desátníka Jana Buca, který zničil vedoucí německý tank. Povstalcům se následně podařilo vyřadit ještě dva další tanky a Němci, kteří předpokládali, že vstoupili do pásma silné protitankové obrany, se obrátili na ústup.
Jelikož ale partyzáni neobsadili vrcholy na pravém břehu Váhu, podařilo se Němcům, kteří přepravili na druhý břeh Váhu oddíl pěchoty, bez boje obsadit Starhrad a okolní výšiny. Nakonec jim ještě pomohla Luftwaffe z Malacek, která bombardovala ústí tunelů obsazená slovenskými a francouzskými partyzány. Francouzi vystaveni v Domašínském meandru na pravém křídle povstalecké sestavy se ocitli pod palbou německých těžkých kulometů z druhé strany Váhu. Tato palba jednotce způsobila značné ztráty a problémy. Tímto Němci přinutili partyzány vyklidit své pozice a stáhnout se do nepřehledného lesnatého terénu kolem kót Rakytov a Domašín. V noci se Dobrovodskému podařilo přesunout jednu rotu na druhý břeh do oblasti kóty Panošiná a v nepřehledném terénu alespoň částečně zajistit prostor na pravém břehu řeky.

### 1. září
Ráno Němci opakovali útok na tunely. Pod tlakem však partyzáni nakonec vyhodili tunely do vzduchu, zával částečně zablokoval i silnici. De Lannurienův oddíl byl po předešlých těžkých ztrátách stažen na odpočinek. V noci se následně povstalci stáhli na další čáru obrany.

### 2. září
Obráncům přibyla i podpora ze vzduchu, která se ale nevyrovnala německé. Také se vrátil partyzánský oddíl kapitána de Lannuriena. V této době se začala projevovat i únava některých oddílů, které byly nasazeny v akci již déle. Němci byli navíc posíleni dalšími tanky a neustále útočili na obranné pozice. Při německém útoku byly zničeny všechny tři lehké tanky a byl poškozen i Marder, ve kterém zahynul desátník Buco. Při minometném přepadu byl těžce raněn i kapitán Repašský, který 5. září zranění podlehl. Večer navíc povstalci utrpěli těžké ztráty německým bombardováním a jednotky se musely stáhnout až k Dubné Skale, kde se mezitím budovalo záložní postavení. Večer dorazily dlouho očekávané posily a nahradily nebo doplnily pozice povstaleckých jednotek, zároveň byly vyčleněny jednotky na obranu Vrútek.

### 3. září
Povstalci se pokoušeli bránit, ale odpoledne byly jejich předsunuté pozice opět bombardovány, což je přimělo opět se stáhnout.

### 4. září
Pokračovaly soustředné útoky pěchoty, dělostřelectva a odpoledne i bombardování Stukami. Povstalci, kterým chyběly protiletadlové a protitankové zbraně, byli postupně vytlačeni. Minulého dne přisunuté oddíly Vitalaye, Šlajcharta a Oškvarka byly bombardováním a pozemními boji zdecimované. Povstalcům se nepodařilo zajistit ani odsun houfnic a děl, jejichž část musely jejich obsluhy před ústupem zničit. Večer Němci, jejichž oddíly se v této době zformovaly do 178. divize tankových granátníků Tatra, prolomili s deseti tanky poslední obranné postavení a obsadili Vrútky. Poměrně tvrdé boje o Vrútky, které se povstalecké velení jako důležitou křižovatku snažilo za každou cenu získat zpět, pokračovaly několik následujících dní.

## Výsledky
V soutěsce, navzdory velkému nasazení povstalců i francouzské partyzánské brigády, která se v mnohém vyrovnala profesionální armádě, se nepodařilo Němce zastavit. Výrazně se projevila velká převaha Němců v těžké technice, protože povstalcům chyběly protitankové i protiletadlové zbraně.
Navzdory neúspěchu povstalců se touto akcí podařilo zabránit postupu Němců na Martin i do centra povstaleckého území a výrazně podpořit povstání v jeho prvních dnech. Němci pouze ovládli už zničený úsek košicko-bohumínské železnice. V celé bitvě se jim nepodařilo využít velkou převahu tankových jednotek, které se nemohly v úzké soutěsce rozvinout. Jejich velkou výhodou však byla podpora ze vzduchu.